# David Paul Kay
Pour les articles homonymes, voir Kay.
David Paul Kay (né Davit Khabourzania le 9 janvier 1982 à Koutaïssi) est un peintre américain d'origine géorgienne, connu pour ses peintures murales réalisées dans un style expressionniste abstrait.

## Biographie
Né Davit Khabourzania le 9 janvier 1982 dans la ville de Koutaïssi, il témoigne des dernières années de la Géorgie soviétique et de la guerre civile géorgienne de 1991-1993, ainsi que de la crise économique qui afflige le pays au cours des années 1990. Bénéficiant d'une bourse scolaire, il étudie dans un lycée aux États-Unis en 1998-1999, avant de retourner en Géorgie pour obtenir un diplôme de science informatique à l'Université technique géorgienne en 2002 et de loi à l'Université d'État de Tbilissi.
Lors des dernières années de la présidence d'Edouard Chevardnadzé, il devient célèbre comme caricaturiste politique, puis comme présentateur de télévision à la chaîne Roustavi 2 (une chaîne télévisée qui commence comme principal agent d'opposition au gouvernement de Chevardnadzé et en faveur de la révolution des roses). Il reste dans le journalisme jusqu'en 2008, avant de quitter la Géorgie pour les États-Unis.
En Amérique, il travaille pendant deux ans avec l'organisation non-gouvernementale Immigration Equality, un groupe de pression pour les droits des immigrants. Devenu un muraliste autodidacte, il est largement exposé aux travaux d'Andy Warhol, Keith Haring et Jean-Michel Basquiat à New York et organise sa première exposition en 2012.

## Style
David Paul Kay est principalement reconnu pour ses peintures murales décrites comme une « iconographie de labyrinthes noir et blanc ». Son style d’expressionnisme abstrait évolue au fil des années, mais ses principaux outils restent le feutre et le pinceau. Dans une entrevue, il compare son utilisation du noir et blanc au code binaire. En 2019, la compagnie Montblanc crée une teinte de rouge à la demande de Paul Kay, qu'il utilise pour dessiné la triptyque R3solutions.
Le style de Kay a été décrit comme une « transformation de surfaces vierges en récits complexes mais simples à lire en utilisant des lignes vibrantes, des formes et une composition complexe ». Au fil des années, l'artiste a développé plusieurs séries de dessins englobant des thèmes particuliers.

## Œuvres
Selon une interview qu'il donne en 2017, son premier dessin est celui d'un œuf. Commençant comme artiste de rue, David Paul Kay evolue ses œuvres en plusieurs séries, tels que Matter, Psychoanalysis, Icons, Underdogs, Seven x Seven et The Circle of Time (une série de douze pièces qui se combinent en une boucle). Il est l'auteur de nombreuses peintures murales de grande échelle a travers New York comme le toit d'un bâtiment du quartier new-yorkais de Midtown Manhattan, un bar à Chelsea, une fresque murale à Delray Beach (Floride) dans le cadre d'un programme municipal pour promouvoir l'art de rue, ainsi que la Mona Lisa V sur un mur de Miami durant le festival d'art Art Basel de 2019. En 2019, il offre une de ses œuvres à la ville de Tbilissi durant le festival #TBILISIWALLS.
David Paul Kay est renommé pour ses collaborations avec plusieurs grandes compagnies, tels que PayPal et Cadillac. En 2018-2019, il entre en coopération avec Montblanc, qui conçoit une teinte de rouge unique pour l'artiste avec laquelle il réalise le triptyque R3solutions. Il a aussi peint la façade du bureau de Montblanc à Londres.
Ses œuvres sont présentes dans des collections privées aux États-Unis (Los Angeles), en Europe (Londres et Espagne) et au Moyen Orient (Dubaï),.
En 2022, il offre son œuvre Flamenco au Palais des Orbeliani, administration de la présidence de Géorgie.